# Metal Gear Solid Touch
 (mars 2017).
Si vous disposez d'ouvrages ou d'articles de référence ou si vous connaissez des sites web de qualité traitant du thème abordé ici, merci de compléter l'article en donnant les références utiles à sa vérifiabilité et en les liant à la section « Notes et références ».
Metal Gear Solid Touch (MGST) est un jeu vidéo d'action sorti le 8 mars 2009 sur iPhone et iPod Touch. Il fait partie de la série Metal Gear et se déroule dans l'univers de Metal Gear Solid 4: Guns of the Patriots. C'est Osamu Watanabe qui en est le producteur.
Il est uniquement téléchargeable sur le iTunes Store pour le prix de 4,99 euros.

## Présentation
Il s'agit d'un jeu de tir à la troisième personne se passant durant les faits de Guns of Patriots. Le jeu se déroule sur huit niveaux. Cependant de nouveaux niveaux seront téléchargeables par la suite.

## Scénario
Le jeu se déroule durant Guns of the Patriots, et à la fin de chaque niveau des images fixes font avancer l'histoire.

## Système de jeu
Le gameplay de MGST est entièrement tactile : on vise en appuyant sur l'écran, on tire en tapotant. Le joueur peut zoomer ou dézoomer afin de mieux viser les ennemis en écartant ou en rapprochant ses doigts sur l'écran. Il peut aussi prendre une photo à l'aide d'une combinaison de touches.

## Annonce
Le jeu a été annoncé quelques jours après la mise en ligne du site officiel qui présentait  le texte "A next Metal Gear is..." ainsi que l'équation : "i + ! =", suivie d'un signe ressemblant beaucoup au bouton d'allumage de la Xbox 360 (alors qu'il s'agit en fait du bouton power d'Apple). Le seul nom annoncé était MGST, clairement une abréviation.
Cela alimenta beaucoup de rumeurs selon lesquelles il s'agissait d'un jeu sur Xbox 360, et beaucoup parlèrent d'un Metal Gear Trilogy (qui compilerait les trois premiers épisodes). Cependant les rumeurs disparurent quand le site se fut ajouter le nom : Metal Gear Solid Touch et que les premières images furent diffusées.

## À noter
- À l'origine, Hideo Kojima voulait garder le côté infiltration propre à la série mais finit par se rendre compte qu'il aurait été très difficile d'adapter le gameplay des épisodes précédents sur ce support.
- Le joueur peut gagner divers bonus comme des fonds d'écrans selon ses résultats dans le jeu.